# آدری مری اندرسون
آدری مری اندرسون (انگلیسی: Audrey Marie Anderson؛ زادهٔ ۷ مارس ۱۹۷۵) یک هنرپیشه اهل ایالات متحده آمریکا است. وی از سال ۱۹۹۴ میلادی تاکنون مشغول فعالیت بوده‌است.
از فیلم‌ها یا برنامه‌های تلویزیونی که وی در آن نقش داشته‌است می‌توان به یگان، نشان و ارو اشاره کرد.